# Campionati austriaci di sci alpino 2024
I Campionati austriaci di sci alpino 2024 si sono svolti a Reiteralm dal 9 al 12 aprile; sono stati assegnati i titoli di discesa libera, supergigante, slalom gigante e slalom speciale, sia maschili sia femminili. 
Trattandosi di competizioni valide anche ai fini del punteggio FIS, vi hanno potuto partecipare anche sciatori di altre federazioni, senza che questo consentisse loro di concorrere al titolo nazionale austriaco. 

## Risultati

### Uomini

#### Discesa libera
| Pos. | Atleta               | Nazione | Tempo   |
| ---- | -------------------- | ------- | ------- |
| 1    | Otmar Striedinger    | Austria | 1:01,13 |
| 2    | Daniel Danklmaier    | Austria | 1:01,19 |
| 3    | Matteo Haas          | Austria | 1:01,23 |
| 4    | Stefan Eichberger    | Austria | 1:01,53 |
| 5    | Manuel Traninger     | Austria | 1:01,81 |
| 6    | Jonathan Kröll       | Austria | 1:01,87 |
| 7    | Philipp Lintschinger | Austria | 1:01,92 |
| 8    | Niklas Skaardal      | Austria | 1:01,98 |
| 9    | Fabian Bachler       | Austria | 1:02,05 |
| 10   | Vincent Wieser       | Austria | 1:02,17 |

Data: 9 aprile

#### Supergigante
| Pos. | Atleta            | Nazione  | Tempo |
| ---- | ----------------- | -------- | ----- |
| 1    | Raphael Haaser    | Austria  | 46,60 |
| 2    | Otmar Striedinger | Austria  | 46,67 |
| 3    | Lukas Feurstein   | Austria  | 46,73 |
| 4    | Martin Čater      | Slovenia | 46,78 |
| 5    | Matteo Haas       | Austria  | 46,89 |
| 6    | Stefan Eichberger | Austria  | 46,93 |
| 7    | Daniel Danklmaier | Austria  | 46,98 |
| 8    | Manuel Traninger  | Austria  | 47,01 |
| 9    | Fabian Bachler    | Austria  | 47,08 |
| 10   | Johannes Strolz   | Austria  | 47,13 |

Data: 11 aprile

#### Slalom gigante
| Pos. | Atleta               | Nazione | Tempo   |
| ---- | -------------------- | ------- | ------- |
| 1    | Adrian Pertl         | Austria | 2:08,89 |
| 2    | Patrick Feurstein    | Austria | 2:08,96 |
| 3    | Fabio Gstrein        | Austria | 2:09,05 |
| 4    | Felix Marksteiner    | Austria | 2:09,51 |
| 5    | Noel Zwischenbrugger | Austria | 2:09,77 |
| 6    | Stefan Brennsteiner  | Austria | 2:09,92 |
| 7    | Raphael Riederer     | Austria | 2:09,98 |
| 8    | Kilian Pramstaller   | Austria | 2:10,11 |
| 9    | Lukas Passrugger     | Austria | 2:10,25 |
| 10   | Oscar Heine          | Austria | 2:10,57 |

Data: 12 aprile

#### Slalom speciale
| Pos. | Atleta             | Nazione | Tempo   |
| ---- | ------------------ | ------- | ------- |
| 1    | Fabio Gstrein      | Austria | 1:38,04 |
| 2    | Oscar Heine        | Austria | 1:38,28 |
| 3    | Dominik Raschner   | Austria | 1:38,32 |
| 4    | Adrian Pertl       | Austria | 1:38,37 |
| 5    | Kilian Pramstaller | Austria | 1:38,46 |
| 6    | Joshua Sturm       | Austria | 1:38,71 |
| 7    | Tvrtko Ljutić      | Croazia | 1:38,88 |
| 7    | Simon Rueland      | Austria | 1:38,88 |
| 9    | Michael Matt       | Austria | 1:39,09 |
| 10   | Moritz Zudrell     | Austria | 1:39,47 |

Data: 11 aprile

### Donne

#### Discesa libera
| Pos. | Atleta             | Nazione | Tempo   |
| ---- | ------------------ | ------- | ------- |
| 1    | Lena Wechner       | Austria | 1:03,49 |
| 2    | Ricarda Haaser     | Austria | 1:03,59 |
| 3    | Emily Schöpf       | Austria | 1:03,77 |
| 4    | Christina Ager     | Austria | 1:03,97 |
| 5    | Michaela Heider    | Austria | 1:04,05 |
| 6    | Magdalena Egger    | Austria | 1:04,07 |
| 7    | Nadine Fest        | Austria | 1:04,16 |
| 8    | Sabrina Maier      | Austria | 1:04,85 |
| 9    | Nicole Eibl        | Austria | 1:04,89 |
| 10   | Carmen Spielberger | Austria | 1:04,91 |

Data: 9 aprile

#### Supergigante
| Pos. | Atleta              | Nazione | Tempo |
| ---- | ------------------- | ------- | ----- |
| 1    | Franziska Gritsch   | Austria | 48,20 |
| 1    | Emily Schöpf        | Austria | 48,20 |
| 3    | Elisabeth Kappaurer | Austria | 48,41 |
| 4    | Magdalena Egger     | Austria | 48,47 |
| 5    | Lena Wechner        | Austria | 48,63 |
| 6    | Victoria Olivier    | Austria | 48,73 |
| 7    | Stephanie Brunner   | Austria | 48,98 |
| 8    | Ricarda Haaser      | Austria | 49,01 |
| 9    | Nicole Eibl         | Austria | 49,04 |
| 10   | Nadine Fest         | Austria | 49,06 |

Data: 11 aprile

#### Slalom gigante
| Pos. | Atleta                  | Nazione | Tempo   |
| ---- | ----------------------- | ------- | ------- |
| 1    | Viktoria Bürgler        | Austria | 2:12,98 |
| 2    | Katharina Truppe        | Austria | 2:13,13 |
| 3    | Katharina Liensberger   | Austria | 2:13,33 |
| 4    | Maja Waroschitz         | Austria | 2:13,82 |
| 5    | Valentina Rings-Wanner  | Austria | 2:14,28 |
| 6    | Vivien Insam            | Italia  | 2:14,53 |
| 7    | Amanda Salzgeber        | Austria | 2:14,77 |
| 8    | Elena Riederer          | Austria | 2:14,82 |
| 9    | Valentina Pfurtscheller | Austria | 2:15,07 |
| 10   | Leonie Raich            | Austria | 2:15,12 |
| 10   | Angelina Salzgeber      | Austria | 2:15,12 |

Data: 12 aprile

#### Slalom speciale
| Pos. | Atleta                 | Nazione | Tempo   |
| ---- | ---------------------- | ------- | ------- |
| 1    | Maja Waroschitz        | Austria | 1:39,40 |
| 2    | Natalie Falch          | Austria | 1:40,39 |
| 3    | Victoria Olivier       | Austria | 1:41,66 |
| 4    | Valentina Rings-Wanner | Austria | 1:41,81 |
| 5    | Julia Flatscher        | Austria | 1:42,38 |
| 6    | Leonie Binna           | Austria | 1:42,83 |
| 7    | Amelie Gstrein         | Austria | 1:43,47 |
| 8    | Elisabeth Kucera       | Austria | 1:43,81 |
| 9    | Elisa Eder             | Austria | 1:44,06 |
| 10   | Lena Frommer           | Austria | 1:44,24 |

Data: 11 aprile